# Кампоногара
Кампоногара, Кампоноґара (італ. Camponogara, вен. Canponogara) — муніципалітет в Італії, у регіоні Венето, метрополійне місто Венеція.
Кампоногара розташована на відстані близько 390 км на північ від Рима, 22 км на захід від Венеції.
Населення — 13 150 осіб (2014).
Щорічний фестиваль відбувається 9 лютого. Покровитель — Sant'Apollonia.

## Демографія
Населення за роками:

Станом на 1 січня 2023 року в муніципалітеті офіційно проживали 802 іноземці з 46 країн, серед них 316 громадян країн Євросоюзу та 24 громадяни України.

## Сусідні муніципалітети
- Кампанья-Лупія
- Камполонго-Маджоре
- Доло
- Фоссо